# Sun!×3/二の足Dancing
「Sun!×3/二の足Dancing」（サン・サン・サン/にのあしダンシング）は、2017年8月15日にT-Palette Recordsから発売、および配信されたアップアップガールズ(2)の1枚目のシングル。

## 収録曲
1. Sun!×3
作詞・作曲・編曲：fu_mou
2. 二の足Dancing
作詞：児玉雨子、作曲：michitomo、編曲：KOJI oba
3. Sun!×3（Instrumental）
4. 二の足Dancing（Instrumental）